# Beatrice Colli
Beatrice Colli (ur. 10 października 2004) – włoska wspinaczka sportowa specjalizująca się we wspinaczce na czas, olimpijka z Paryża 2024, brązowa medalistka igrzysk europejskich, mistrzyni świata juniorów. Pochodzi z Colico.

## Wyniki
| Impreza                     | Rok  | Gospodarz          | bouldering | prowadzenie | na czas |
| --------------------------- | ---- | ------------------ | ---------- | ----------- | ------- |
| Igrzyska olimpijskie        | 2024 | Paryż              | —          | —           | 9       |
| Mistrzostwa świata          | 2021 | Moskwa             | —          | —           | 12      |
| Mistrzostwa świata          | 2023 | Berno              | —          | —           | 17      |
| Igrzyska europejskie        | 2023 | Tarnów             | —          | —           | 03 !    |
| Mistrzostwa Europy          | 2022 | Monachium          | —          | —           | 9       |
| Mistrzostwa świata juniorów | 2018 | Moskwa             | 49         | 60          | 8       |
| Mistrzostwa świata juniorów | 2019 | Arco               | —          | —           | 10      |
| Mistrzostwa świata juniorów | 2021 | Woroneż            | —          | —           | 01 !    |
| Mistrzostwa świata juniorów | 2022 | Dallas             | 18         | —           | 01 !    |
| Mistrzostwa Europy juniorów | 2018 | Imst               | —          | —           | 7       |
| Mistrzostwa Europy juniorów | 2019 | Bressanone Woroneż | 37         | —           | 03 !    |